# جهاز الأمن الفيدرالي (روسيا)
جهاز الأمن الفيدرالي لروسيا الاتحادية أو هيئة الأمن الفدرالية الروسية (بالروسية:  ФСБ ،Федеральная служба безопасности Российской Федерации؛ فدرالنايا سلوجبا بزأبسنوستي رسسكي فدراتسي) هي هيئة الأمن الرئيسية في روسيا وهي الخلف الرئيسي للجنة أمن الدولة التي تعود إلى حقبة الاتحاد السوفيتي. تقع مسؤولياتها الرئيسية ضمن حدود الدولة وتتضمن مكافحة التجسس، وأمن الحدود الداخلية ومكافحة الإرهاب والمراقبة بالإضافة إلى التحقيق في أنواع أخرى من الجرائم الكبرى وخروقات القانون الاتحادي. يقع مقرها في ميدان لوبيانكا وسط موسكو، في المبنى الرئيسي للجنة أمن الدولة السابقة. مدير خدمة الأمن الاتحادية منذ 2008 هو لواء الجيش ألكسندر بورتنيكوف.
كانت خدمة مكافحة التجسس الاتحادية سلف خدمة الأمن الاتحادية المباشر: في 12 أبريل 1995، وقع الرئيس بوريس يلتسن قانونًا لإعادة تنظيم خدمة مكافحة التجسس، أدى إلى إنشاء خدمة الأمن الاتحادية. في 2003، توسعت مسؤوليات خدمة الأمن الاتحادية بإدماج خدمة حرس الحدود التي كانت مستقلة حتى حينه، وكذلك بدمج جزء كبير من الوكالة الاتحادية لاتصالات ومعلومات الحكومة المنحلة. وتبقى مكونان رئيسيان من لجنة أمن الدولة السابقة مستقلين إداريًا عن خدمة الأمن الاتحادية وهما خدمة المخابرات الخارجية وحرس الدولة.
وفقًا للقانون الاتحادي الروسي، تعد خدمة الأمن الاتحادية خدمة عسكرية مثل القوات المسلحة، ووزارة الشؤون الداخلية وخدمة الحماية الاتحادية وخدمة المخابرات الخارجية والخدمة الاتحادية للتحكم بالمخدرات ووزارة الطوارئ المسؤولة عن الدفاع المدني، لكن ضباط خدمة الأمن الاتحادية المكلفون لا يرتدون أزياءً عسكرية.

## وصلات خارجية
- الموقع الرسمي